# Lopata (hrad)
Lopata je zřícenina hradu asi dva kilometry severně od obce Milínov v okrese Plzeň-jih. Hrad stál na buližníkovém suku nad údolím Kornatického potoka v nadmořské výšce 420 metrů. Jeho areál chráněný jako kulturní památka ČR je součástí stejnojmenné přírodní rezervace. Postaven ve druhé polovině čtrnáctého století na místě osídleném již v eneolitu. Na počátku roku 1433 ho po několikaměsíčním obléhání dobylo a pobořilo husitské vojsko.

## Historie
Lokalita byla osídlena již v eneolitu lidem chamské kultury. Na základě nalezené keramiky a skleněných korálů se na místě předpokládá také existence pozdně halštatského hradiště, jehož opevnění bylo zničeno výstavbou středověkého hradu.
Stavebníkem hradu byl v letech 1367–1377 patrně Heřman z Litic, který je na Lopatě poprvé připomínán roku 1377. V prosinci 1397 hrad ovládaný lapky oblehl královský hejtman Prokop a dobytý hrad následně přešel do královského majetku. Roku 1401 král Václav IV. věnoval hrad domažlickému purkrabímu Maršíkovi z Hrádku, po jehož smrti panství převzal starší syn Jan z Lopaty a Hrádku, který během husitských válek patřil mezi podporovatele krále Zikmunda. Před rokem 1427 přenechal Jan z Lopaty panství svému bratru Habartovi z Lopaty, který využil nestabilní vlády, a stal se lapkou. Jeho výboje směřovaly zejména na panství hradu Vlčtejn.
Dne 27. října 1432 Lopatu oblehlo vojsko šlechticů, ke kterým patřili Svojše ze Zahrádky, Přibík z Klenové, Jan Zmrzlík ze Svojšína, Jan Řitka z Bezdědic a Menhart z Hradce, spolu s oddíly měst Klatov, Sušice, Horažďovic a Domažlic. V únoru 1433 vyhladovělá posádka po čtyřměsíčním obléhání hrad zapálila a pokusila se o útěk, ale jejích čtyřicet mužů bylo zajato. Samotný Habart z Lopaty unikl na hrad Hus, kde pokračoval v loupeživé činnosti. Vyhořelý hrad pak už nebyl nikdy obnoven. V písemných pramenech je uváděn v letech 1457 a 1539 jako pustý.

## Archeologie
Archeologické výzkumy na hradě prováděl již František Xaver Franz, který na hradní skále nalezl keramiku chamské kultury s podílem střepů, které patří kultuře kulovitých amfor. Rozsáhlý průzkum obléhacího tábora z let 1432–1433 provedl Milan Novobilský. Mezi nálezy z hradu a obléhacího tábora převažují militária a keramika. Známým archeologickým nálezem z hradu je obličejový pohár.

## Stavební podoba

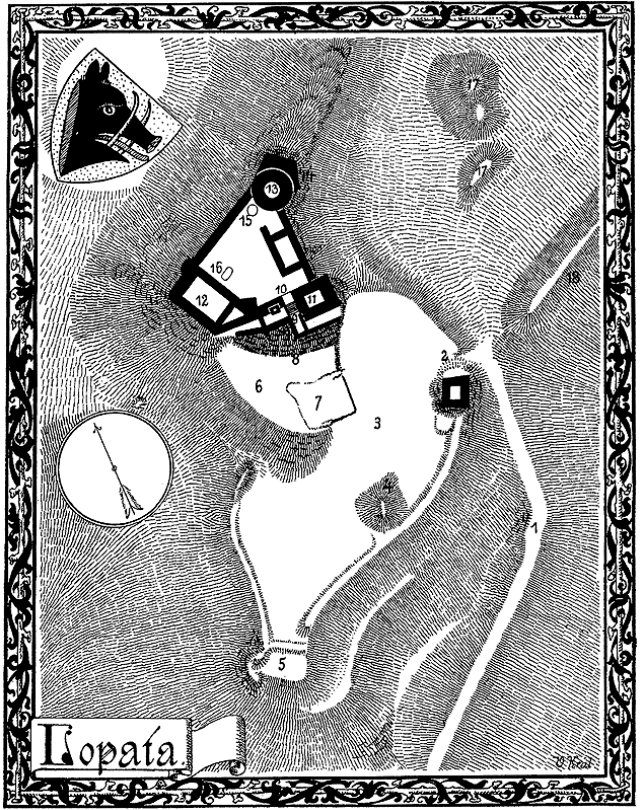
Půdorys hradu od Vojtěcha Krála publikovaný roku 1905

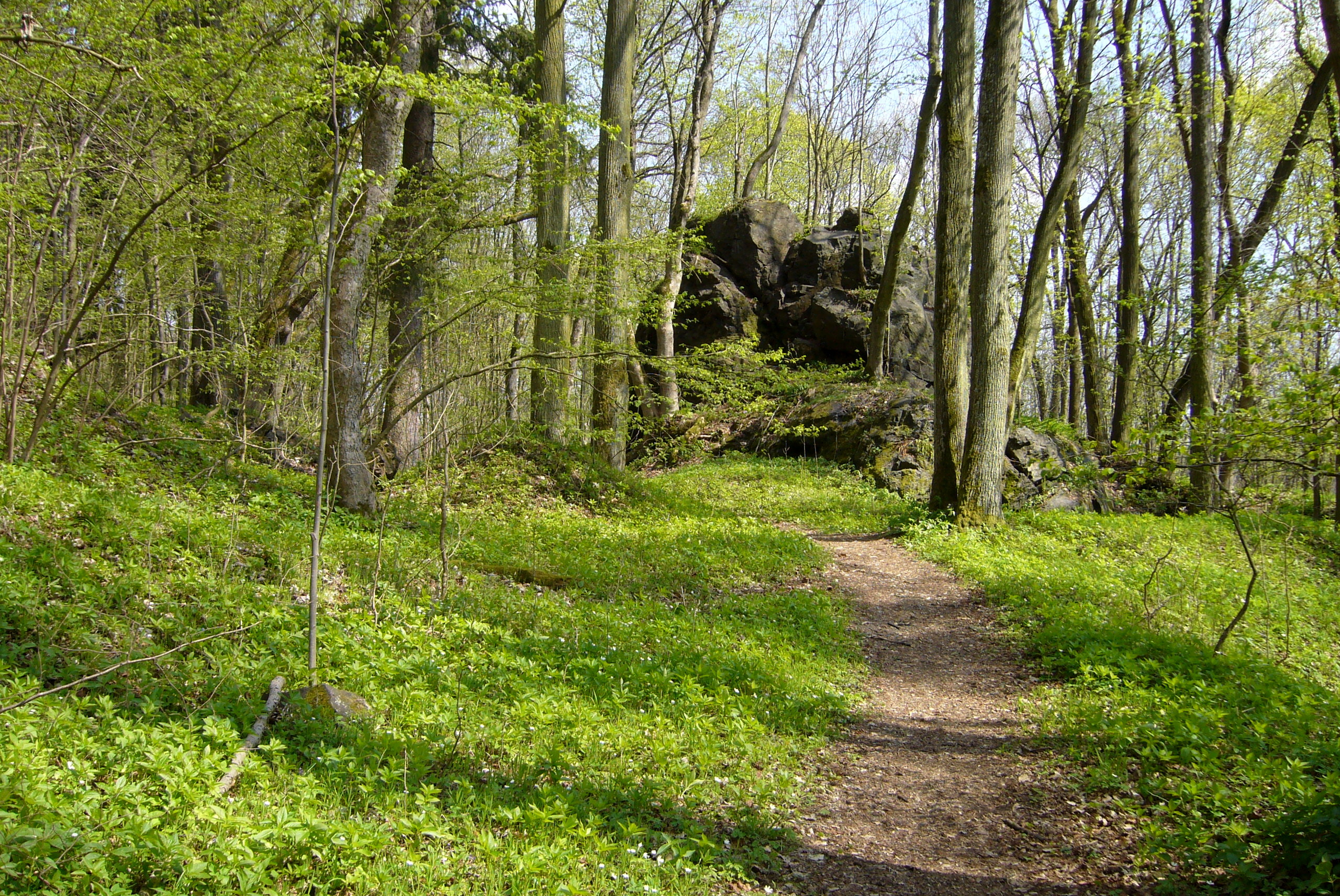
Skála v předhradí s pozůstatky strážní věže

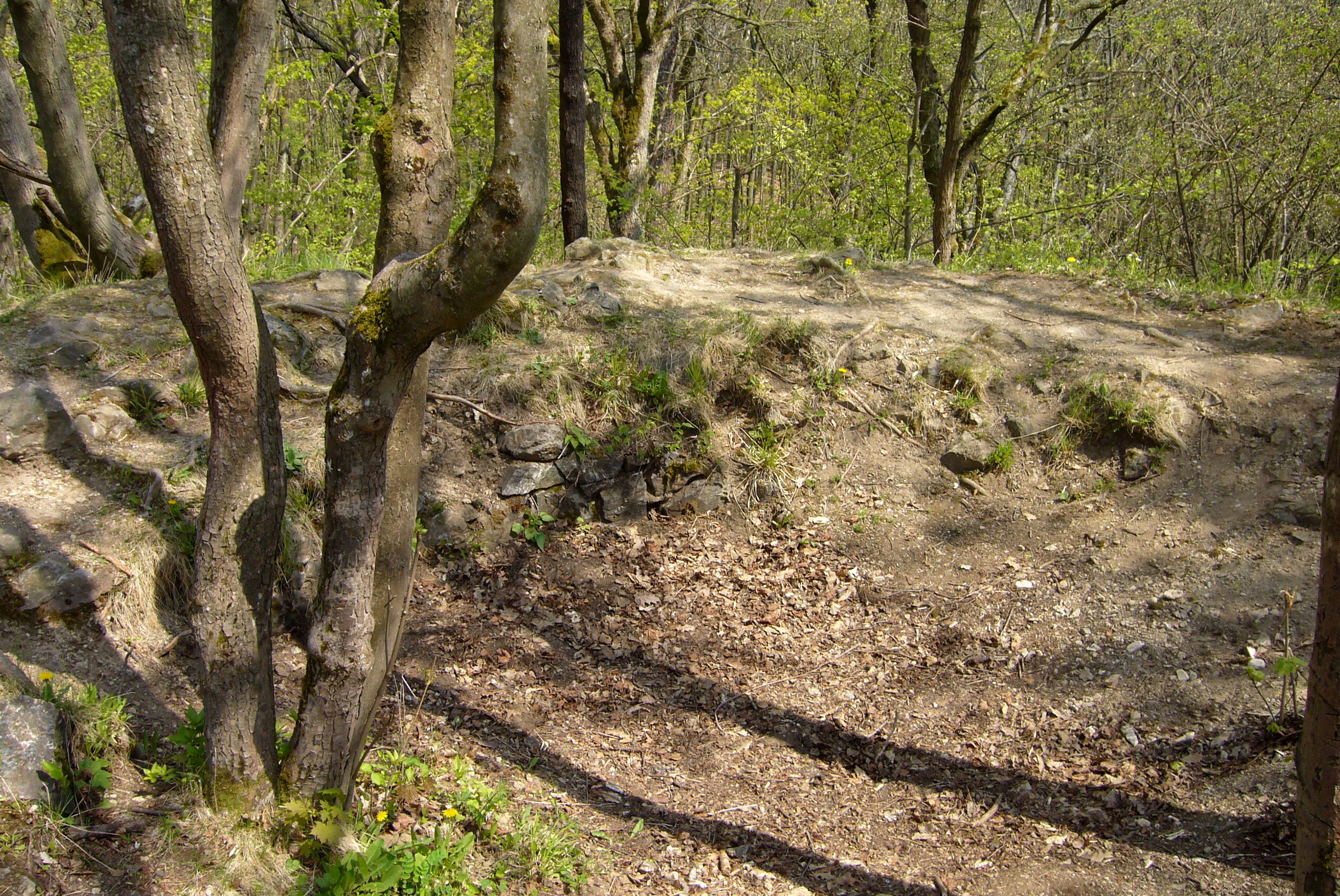
Torzo bergfritu

Lopata patřila mezi dvoudílné hrady bergfritového typu s bergfritem umístěným netypicky v nejlépe chráněné části hradu. Zástavba a opevnění předhradí bylo z větší části dřevěné. Pouze na východní straně se na výrazném skalním útvaru dochovaly základy čtverhranné věže. Další čtverhranný objekt dochovaný v podobě prohlubně stával v jižním nároží.
Hradní jádro mělo přibližně lichoběžníkový půdorys. Vstupovalo se do něj pěšky po mostě přes příkop. Na most se vcházelo po schodišti z prvního patra mostní věže zaniklé v devatenáctém století při hledání pokladů. Most ústil do brány v parkánové zdi uzavírané kolébkovým padacím mostem. Od ní vedlo krátké schodiště k další bráně široké 1,5 metru a vysoké čtyři metry. Přestože byla zbořena po dobytí hradu, nalezené fragmenty umožnily její rekonstrukci v devatenáctém století. V průběhu dvacátého století však brána až na drobný fragment znovu zanikla.
Z pohledu příchozího po pravé straně brány stávala čtverhranná obytná věž. V severním nároží jádra se nachází torzo bergritu o průměru deset metrů a síle zdi, která dosahovala téměř tří metrů. Mezi oběma věžemi bývala jakási budova nejasného účelu. Naproti stál u jihozápadní strany palác vybavený kachlovými kamny. Součástí jádra byla také čtyři metry hluboká cisterna na vodu.

## Obléhací tábor
V okolí zříceniny se dochovaly pozůstatky obléhacích staveb z let 1432–1433. Samotný obléhací tábor se nacházel severně od hradu na nejvyšším místě náhorní planiny pod vrcholem Lopata (452 m n. m.). Východně od strážní věže v předhradí útočníci umístili palebné postavení bombardy s ráží asi padesát centimetrů chráněné příkopem a valem. Na místě bylo nalezeno velké množství šipek z kuší a projektilů z ručních palných zbraní a tarasnice vystřelených obránci. Kromě velkého děla útočníci používali také tři až čtyři tarasnice, dva praky a jeden menší vrhací stroj.